# Трек вокруг Монблана
«Трек вокруг Монблана» (фр. Tour du Mont Blanc) — пеший туристский маршрут в Западных Альпах, проходящий вокруг горного массива Монблан по территории Франции, Италии и Швейцарии.
Существует множество вариантов прохождения «Трека вокруг Монблана». Классический маршрут начинается и заканчивается в Лез-Уш, имеет протяжённость около 170 км и преодолевается за 7 — 11 дней в направлении «против часовой стрелки». Наивысшая точка маршрута — 2665 м, а общие подъём и спуск за всё время пути составляют около 10 000 м.

## Ультрамарафон
По маршруту вокруг Монблана ежегодно проводится ультрамарафон Монблан Ультратрейл, лучшие участники которого преодолевают путь менее чем за 24 часа.

## Рекомендуемая литература
- Kev Reynolds. Tour of Mont Blanc: Complete two-way trekking guide. — 2011. — ISBN 978-1852846725.